# Anne Nielskone
Anne Nielskone, död 1619, var en dansk kvinna som avrättades för häxeri. Hennes fall ingick i den stora häxjakt som ägde rum i Danmark efter införandet av Trolddomsforordningen af 1617 till 1625. Anne Nielskone uppges i själva verket ha varit den första som avrättades i denna fler år långa landsomfattande häxjakt. 
1619-21 års stora häxförföljelse i sydvästra Jylland började i Skast Herred 1619. Anne Nielskone från Hostrup ställdes inför rätt vd herredstinget. Under rättegången samlades vittnesmål mot henne på händelser som låg så långt som 23 år tillbaka i tiden. Maren Sørensdatter påstod att Anne 14 år tidigare hade mördat hennes son: Maren hade bett Anne att komma till sonens sjukbädd för att ta bort den sjukdom hon lagt på honom, och Anne hade svarat att hon hade annat att göra och att Djävulen skulle lägga sin hand på honom istället, varpå han hade dött.
Tingsrätten dömde henne till döden. Hennes dom hänsköts sedan vidare till landstinget, där den anklagade fick försvara sig med egna vittnen (ofta karaktärsvittnen). Hennes dödsdom fastställdes vid Landstinget 8 Maj 1619. Denna skulle enligt lagen följas av tortyr för att ange medbrottslingar, och sedan avrättning. 
Under tortyr angav Anne Nielskone Maren Pedersdatter i V. Starup, som i sin tur angav Appelone Thomasdatter från Klelund och Karen Anderskone i Vittrup från Malt Herred för att ha besökt Anders Christensens stall med kattdjävulen Thorkiast, och förtrollat hans häst till döds; Karen Anderskone för sin hade rykte om sig att vara häxa sedan hon sju år tidigare utpekades av Kirsten Boels. Adelsmannen Thomas Juel vittnade om att dessa kvinnor hade trollat sjukdom på honom, hans dotter och boskap. De dömdes skyldiga i juli, och Karen angav då Kirsten Svends och Kirsten Jørgens i Estrup, som ställdes inför rätta i Viborg i december 1620. Anklagelserna, där varje dömd person torterades att ange medbrottslingar, ledde till en kedjereaktion av ständigt nya gripanden. Häxjakten avslutades med avrättningen av tiggaren Anne Terkildsdatter Peberfylde, som angivits av Kirsten Jørgens och avrättades 1621. 